# Daniel Latkowski
Daniel Latkowski (Porto, 11 november 1991) is een Duits-Portugees voormalig voetballer die doorgaans speelde als rechtsbuiten. Tussen 2010 en 2021 was hij actief voor VfL Osnabrück, SV Meppen, Sportfreunde Lotte, SC Wiedenbrück, SV Rödinghausen en opnieuw SC Wiedenbrück.

## Clubcarrière
Latkowski werd geboren in het Portugese Porto, maar al snel verhuisde hij met zijn gezin naar Duitsland, waar hij in de jeugd speelde voor Eintracht Rulle en SC Achmer, voordat hij naar VfL Osnabrück verkaste. In 2010 werd de middenvelder doorgeschoven naar het eerste elftal, waar hij op 23 juli 2011 zijn debuut mocht maken onder coach Uwe Fuchs. Tijdens een met 0–1 gewonnen uitwedstrijd bij SV Darmstadt 98 mocht hij in de tweede helft invallen voor Gerrit Wegkamp. In augustus 2013 liet Latkowski Osnabrück achter zich en hij tekende een contract bij SV Meppen. Via Sportfreunde Lotte kwam hij later bij SC Wiedenbrück terecht. Een jaar later verkaste hij naar SV Rödinghausen. In de zomer van 2018 keerde Latkowski terug bij Wiedenbrück. Eind 2021 besloot Latkowski op dertigjarige leeftijd een punt achter zijn actieve loopbaan te zetten.